# Бягане
Бягането е начин за наземно придвижване, позволяващ на хората и животните да се движат бързо с крака, различаващ се по координираното физиологично-механично осъществяване от обикновената походка или вървеж, включително и от бързото ходене. Предците на човека са развили това умение преди около четири и половина милиона години, вероятно за да се улесни ловуването им. Бягането е основен елемент, както на спорт, носещ същото название, така и на различни видове спортно бягане с тренировъчен или състезателен характер – джогинг, спринт, маратон, триатлон, лека атлетика, щафетно бягане, ски бягане, ползване на крос-тренажор или като част от физически упражнения. Бягането е най-достъпният и практикуван спорт в света.

## Здравни ползи
Въпреки че съществува потенциал за нараняване по време на бягане ползите за здравето на организма са много. Някои от тези ползи включват потенциална загуба на тегло, подобрено сърдечно-съдово и дихателно здраве (намаляване на риска от сърдечно-съдови и респираторни заболявания), подобрена сърдечно-съдова годност, намален общ холестерол в кръвта, укрепване на костите (и потенциално повишена костна плътност), възможно укрепване на имунитета система и подобрено самочувствие и емоционално състояние. Бягането, както всички форми на редовни упражнения, може ефективно да забави и да обърне ефектите от стареенето. Дори хората, които вече са преживели сърдечен удар са с 20% по-малко склонни да развият сериозни сърдечни проблеми, ако са по-ангажирани с бягане или друг вид аеробна дейност. Въпреки че оптималното количество енергични аеробни упражнения, като бягане, може да донесе ползи, свързани с намаляване на сърдечно-съдовите заболявания и удължаване на живота, прекомерната доза (например маратони) може да има обратен ефект, свързан с кардиотоксичността.

### Метаболитни ползи
Бягането може да помогне на хората да отслабнат, да поддържат форма и да подобрят състава на тялото. Изследванията показват, че човек със средно тегло ще изгори приблизително 100 калории на пробег на миля. Бягането повишава метаболизма на човек, дори след бягане; човек ще продължи да изгаря повишено ниво на калории за кратко време след бягането. Различните скорости и разстояния са подходящи за различни индивидуални нива на здраве и фитнес. За новите бегачи е необходимо време, за да влязат във форма. Ключът е последователността и бавното увеличаване на скоростта и разстоянието. Докато бягате, най-добре е да обърнете внимание на това как се чувства тялото на човек. Ако бегач задъхва или се чувства изтощен по време на бягане, може да е полезно да забавите или да опитате да бягате на по-кратко разстояние за няколко седмици. Ако бегач чувства, че темпото или разстоянието вече не са предизвикателство, тогава бегачът може да иска ускори или да бяга по-далеч.

### Психологични ползи
Бягането може да има и психологически ползи, тъй като много участници в спорта съобщават, че изпитват приповдигнато, еуфорично състояние, често наричано „височина на бегача“. Тичането често се препоръчва като терапия за хора с клинична депресия и хора, които се справят със зависимост. Възможна полза може да бъде насладата от природата и природата, която също подобрява психологическото благосъстояние (вж. Екопсихология § Практически ползи).
При животински модели бягството е показало, че увеличава броя на новосъздадените неврони в мозъка. Това откритие може да има значителни последици за стареенето, както и за ученето и паметта. Скорошно проучване, публикувано в справочника Cell Metabolism, също свързва бягането с подобрена памет и умения за учене. Бягането е ефективен начин за намаляване на стреса, тревожността, депресията и напрежението. Той помага на хора, които се борят със сезонно афективно разстройство, като бягат навън, когато е слънчево и топло. Бягането може да подобри умствената бдителност и също така подобрява съня. Както изследванията, така и клиничният опит показват, че упражненията могат да бъдат лечение на сериозна депресия и тревожност, дори някои лекари вптакива случаи предписват упражнения на повечето от пациентите си. Бягането дава по-дълготраен ефект от антидепресантите.